# Malta (Paraíba)
Malta é um município brasileiro do estado da Paraíba, situado próximo a Patos, o qual integra as suas regiões geográficas imediata e intermediária, bem como a sua região metropolitana. Possui limites com Catingueira, Condado, Patos, São José de Espinharas, Santa Terezinha e Vista Serrana e uma área de 172 quilômetros quadrados (km²). Anteriormente integrante da antiga mesorregião do Sertão Paraibano, a sede do município fica distante cerca de 332 quilômetros de João Pessoa, e o seu acesso principal é feito por meio da BR-230, a Rodovia Transamazônica.
A cidade, que evoluiu de um dos povoados mais antigos do sertão da Paraíba, atingiu o pico populacional de 11 621 habitantes em 1960, quando a população municipal passou a diminuir até por volta de 2010, em parte devido à migração e também pela emancipação de distritos, chegando a registrar 5 613 habitantes em 2010. Estimativa do Instituto Brasileiro de Geografia e Estatística (IBGE) para 2020 indica que a população local aumentou para 5 752 habitantes, sendo esse o primeiro crescimento decenal em quatro décadas.
O município de Malta destaca-se por sediar um parque solar integrado por duas usinas, a Angicos I e a Malta, que fornecem energia para cerca de um milhão de pessoas. Também merece destaque o Santuário Divino Pai Eterno, em construção no alto de uma colina e que, quando pronto, deverá ser um dos maiores do estado. Integram a paisagem urbana da cidade igrejas, casarios centenários e logradouros bem arborizados que interagem com um espaço urbano onde muitas vezes, por vários anos não são registrados homicídios, além de ter o 12.º maior IDH do estado. Imponentes serras e pequenos corpos hídricos inseridos no bioma da caatinga compõem a paisagem natural local.

## História

### Origem do nome
Credita-se ao primeiro colonizador europeu a nomeação do local, pois quando Teodósio de Oliveira Lêdo lá esteve, acabou por comparar a fazenda que fundou no local e seus arredores à freguesia portuguesa de Malta, em Vila do Conde, Portugal.

### Dos habitantes nativos ao distrito
Inscrições rupestres encontradas esparsamente pelo município confirmam que tribos indígenas habitavam o lugar desde bem antes da chegada de colonos europeus. Estavam entre essas tribos os Pegas, uma divisão dos índios Cariri, ramo da nação Tapuia. O ano de 1695 marca a chegada do primeiro europeu ao local, Teodósio de Oliveira Lêdo, que dominou os Pegas, no intuito de escravizá-los e abrir currais para a criação de gado.

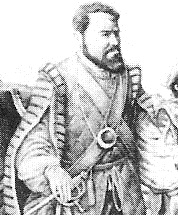
Teodósio de Oliveira Lêdo

No ano de 1830, um grupo de escravos liderados por João Fernandes de Freitas, sob a orientação de Frei Herculano, construiu uma capela em homenagem a Nossa Senhora da Conceição, a qual atraiu moradores às proximidades e onde, trinta anos mais tarde, uma aldeia com duas ruas já se organizava ao seu redor. O solo fértil atraiu muitos criadores de gado, que organizaram fazendas tanto para a criação dos animais como para o cultivo de algodão. Tudo isso favoreceu que a povoação de Malta fosse elevada à condição de distrito de paz, subordinado ao município de Pombal, por meio da lei provincial n.º 836, de 9 de novembro de 1877.
No final do século XIX, a figura de Padre Avelino, um pároco da localidade, apresentava-se como uma das mais importantes autoridades do local, sendo uma espécie de líder do povoado, em vista da importância da Igreja Católica naquela época, tendo trabalhado também na restauração da capela do lugar. Após o falecimento do padre, a localidade entrou em estagnação, e somente após a oficialização de sua primeira feira livre (no ano de 1908) é que viria a apresentar um bom crescimento de novo.
As mudanças locais observadas no período entre guerras foram muito importantes para a história do distrito de Malta, em especial a década de 1920, visto que nessa década foi verificado um bom crescimento do comércio local e algumas melhorias foram implantadas, a exemplo da instalação da empresa de luz, a qual servia aos seus moradores mais abastados das 18h às 23h. Tal período foi acompanhado de uma severa seca, que durou de 1927 a 1932, exceto o ano de 1929, que registrou a ocorrência de boa quantidade de precipitações.
A seca prolongada levou a Inspetoria Federal de Obras Contra as Secas, atualmente conhecida como DNOCS, a elaborar um projeto, no ano de 1931, para a construção de um açude no distrito de Malta, cujas obras duraram de 1932 a 1936. Às margens do referido açude, hoje denominado Açude Engenheiro Arcoverde, formou-se o povoado de Condado. O progresso alimentado pelas obras e melhorias implementadas no local levou o então distrito de paz a ser elevado à categoria de distrito, integrante do município de Pombal, pelo Decreto Lei n.º 1164 de 13 de novembro de 1938.

### Da chegada da ferrovia e da emancipação aos dias atuais
A década de 1940 marcou a chegada do transporte ferroviário. A estação ferroviária local, inaugurada em 19 de abril de 1944, integrava o ramal de Campina Grande, que inicialmente partia de Itabaiana e ia até a cidade de Campina Grande e, depois de concluída a ligação entre Sousa-Pombal, Pombal-Patos e Patos-Campina, permitiu que a cidade se ligasse por meio de trilhos às principais cidades do estado, ou mesmo com os estados vizinhos.
O crescimento do distrito alcançado na década de 1950 reuniu a elite local em torno do ideal de emancipação, feito esse conquistado em 9 de dezembro de 1953, quando o distrito foi elevado à categoria de município, com a denominação de Malta, pela lei estadual n.º 985, apresentada pelo deputado estadual Octacílio Nóbrega de Queiroz, desmembrado de Pombal e sendo instalado oficialmente no dia 26 de dezembro de 1953; foi nomeado Sebastião Rodrigues dos Santos o interventor local até que se realizassem as primeiras eleições.

[...] este distrito precisa ser emancipado, já que existe uma escola, cartório e um povo altaneiro. (...). Malta pede um pouco e pede muito, porque pede a sua independência. Deseja crescer e progredir e só poderá atingir essa precípua nacionalidade, sendo livre, sendo independente.

(SOUSA, 2014, p. 17)
Após instalado o município, permaneceu unicamente formado pelo distrito-sede até 1960, quando foi criado e anexado o distrito de Condado, emancipado já no ano seguinte. Em 1963 foi a vez da criação e emancipação do distrito de Desterro de Malta, atual Vista Serrana. A partir de então, Malta permanece constituída apenas do distrito-sede.
A década de 1960 também viu a chegada do religioso Padre Acácio Cartaxo Rolim, tendo este sido uma figura religiosa de grande influência na cidade, tendo trabalhado em sua paróquia por mais de cinco décadas, vindo a afastar-se pouco antes de falecer em 2011. Durante o período em que esteve como pároco, Padre Acácio recebeu por diversas vezes a visita de Frei Damião, que constantemente realizava romarias pelas cidades da região, vindo a visitar Malta pela última vez entre 5 e 9 de setembro de 1988.
A partir de 2015, a cidade começou a passar por um período de execução de grandes obras em seu território, sendo as principais delas a construção de duas usinas solares fotovoltaicas, investimento privado que colocou o município com um dos principais produtores de energia renovável do estado; no ano seguinte, iniciou-se a construção do Santuário do Divino Pai Eterno, na zona rural ao norte do município.
O crescimento da zona urbana e a necessidade de melhorar o planejamento levaram a Câmara Municipal a aprovar a criação de bairros na cidade, fato ocorrido em abril de 2018. Nesse mesmo ano, Malta teve a sua última alteração territorial, quando a lei estadual n.º 11.259 de 28 de dezembro de 2018 alterou e consolidou os seus limites com os municípios vizinhos.

## Geografia
Distante 2 132 quilômetros de Brasília, a capital federal, e 332 da capital estadual, o município possui limites com Catingueira, Condado, Patos, São José de Espinharas, Santa Terezinha e Vista Serrana. A sede municipal situa-se a uma altitude de 257 metros acima do nível do mar e tem como coordenadas geográficas 6,54° sul e 37,31° oeste.
A nova divisão regional brasileira, estabelecida pelo IBGE em 2017, incluiu Malta nas regiões geográficas imediata e intermediária de Patos, dada a importância da ligação socioeconômica de Malta em relação a Patos, e estando elas separadas por apenas 30 quilômetros. Anteriormente, o município integrava a Microrregião de Sousa e Mesorregião do Sertão Paraibano.
O relevo do município, com altitudes variando entre 220 e 650 metros, está inserido na Depressão Sertaneja-São Francisco, que compreende uma série de terrenos baixos de transição entre o Planalto da Borborema e a Chapada do Apodi, sendo suas principais formações montanhosas as serras do Negro, da Mucunã e do Feijão, na porção norte do município, o Serrote São José, a Serra Macapá, o Serrote Caboclo e a Serra do Pico de Malta, a principal do município, na porção central; mais para sul se sobressaem o Monte Fernandes e a Serra do José Pereira.
A geologia local apresenta formações geológicas em sua maioria das eras Paleoproterozoica e Neoproterozoica, além de uma pequena porção da era Cenozoica. A partir do município surge uma falha geológica que corre no sentido leste–oeste, recebendo o nome de Falha de Malta; somada a ela, há a Zona de Cisalhamento Malta, ambas inseridas na Província Geológica da Borborema.
A vegetação do município pertence ao bioma da caatinga, que cobre atualmente 91% do solo no município, dividida entre 45% correspondente à cobertura de caatinga original preservada e 46% de caatinga degradada. O restante da cobertura perfaz cerca de 6% de solo exposto e 3% ocupado por lavouras, sendo que os corpos hídricos e as construções somam menos de 1% do total de uso e cobertura do solo municipal. Sua flora é rica e bastante diversificada, sendo composta principalmente por espécies como a catingueira verdadeira e a rasteira, o Xiquexique, o Cardeiro, a Coroa-de-frade, a Favela, o Mororó, o Juazeiro, o Jatobá, a Jurema, a Aroeira, a Baraúna, o Pinhão, o Parmeleiro, o Angico, entre outras, observando-se crescimento na quantidade de espécies conforme se aumenta a altitude.

### Hidrografia

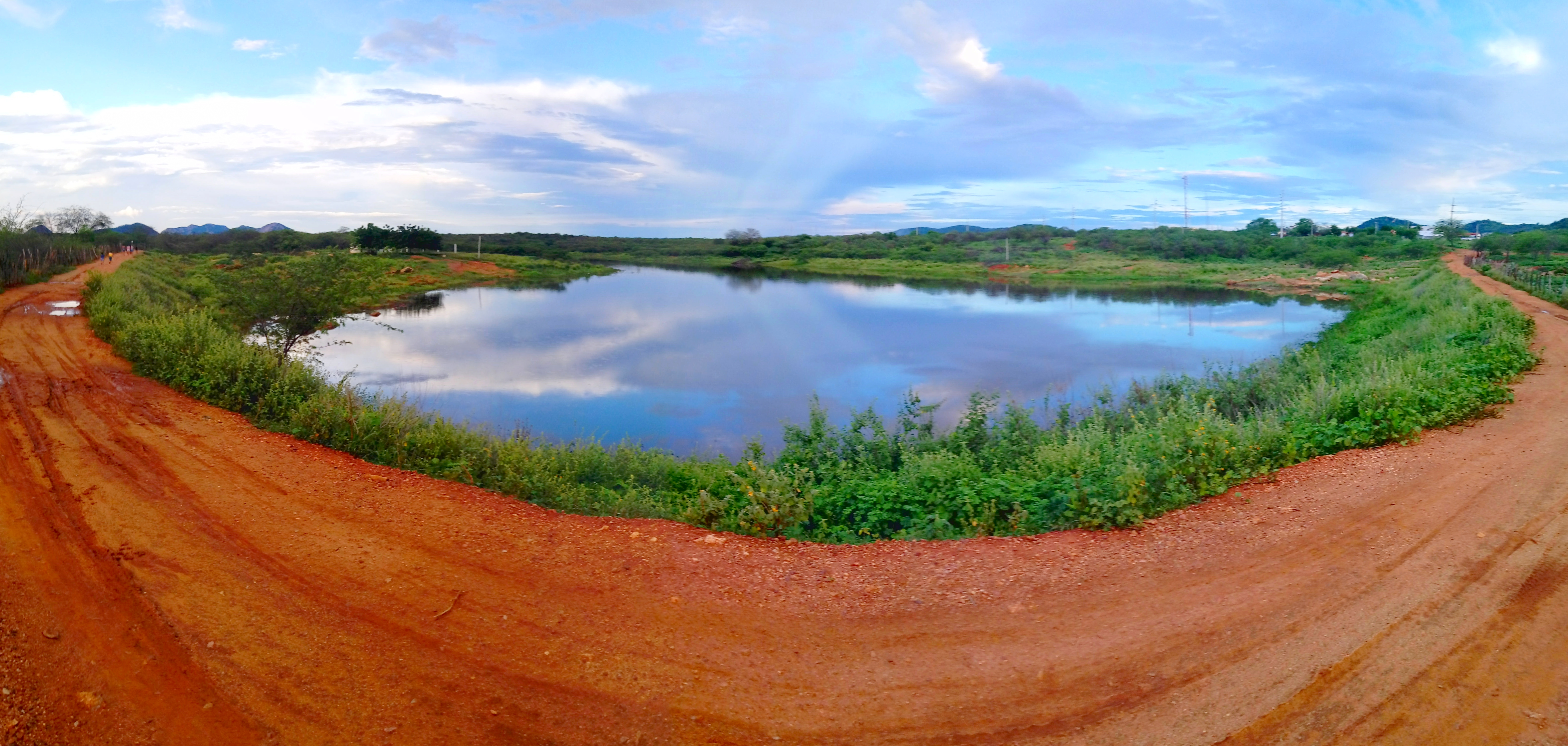
Açude Paiambuco, o sétimo maior do local

Sua rede hidrográfica dendrítica é composta por riachos e córregos, bem como cento e cinquenta corpos hídricos, sendo em sua maioria açudes e algumas pequenas lagoas intermitentes, estando inserida nos domínios da bacia hidrográfica do Rio Piranhas. Os principais tributários são os riachos do Castelo, do Feijão e Pitombeira, na porção norte do município e correndo para oeste, o riacho da Aguilhada, que corre para leste, na porção norte do município, os riachos da Furna, de Malta e Poço de Malta, que estão localizados no centro do município e correm para oeste, e os riachos Macapá, Timbaubinha, do Juá e o córrego Araújo, localizados na porção sul do município e que correm para o Açude Engenheiro Arcoverde.
Estimativas do Instituto Nacional de Pesquisas Espaciais (INPE), apontam como maior corpo hídrico do território municipal o Açude Público de Malta, localizado junto à sede municipal, com área de 253 mil m² e volume estimado de até mais de 750 mil metros cúbicos (m³). Apresentam-se também como maiores corpos hídricos o Açude de Gabriel, Açude Grande do Castelo, Barragem de Santo André, Açude da Panela e Açude do Padre, todos com mais de 100 mil m² de área e pelo menos 300 mil m³ de volume. Completam a lista dos dez maiores corpos hídricos do local a Barragem da Furna, o Açude Paiambuco, Açude de Antônio de Apolônio e o Açude do Macapá.

### Clima
O município está incluído na área geográfica de abrangência do semiárido brasileiro, definida pelo Ministério da Integração Nacional em 2005. Esta delimitação tem como critérios o índice pluviométrico, o índice de aridez e o risco de seca.
Dados do Departamento de Ciências Atmosféricas, da Universidade Federal de Campina Grande (UFCG), mostram que Malta apresenta um clima com média pluviométrica anual de 727,5 mm e temperatura média anual de 25,6 °C. A localidade está inserida no Polígono das Secas e possui um balanço hídrico-climatológico com uma deficiência hídrica que persiste durante a maior parte do ano, notadamente de maio a janeiro. Assim sendo, as diferentes classificações climáticas conhecidas tendem a classificar o clima local como sendo seco ou subúmido e quente.

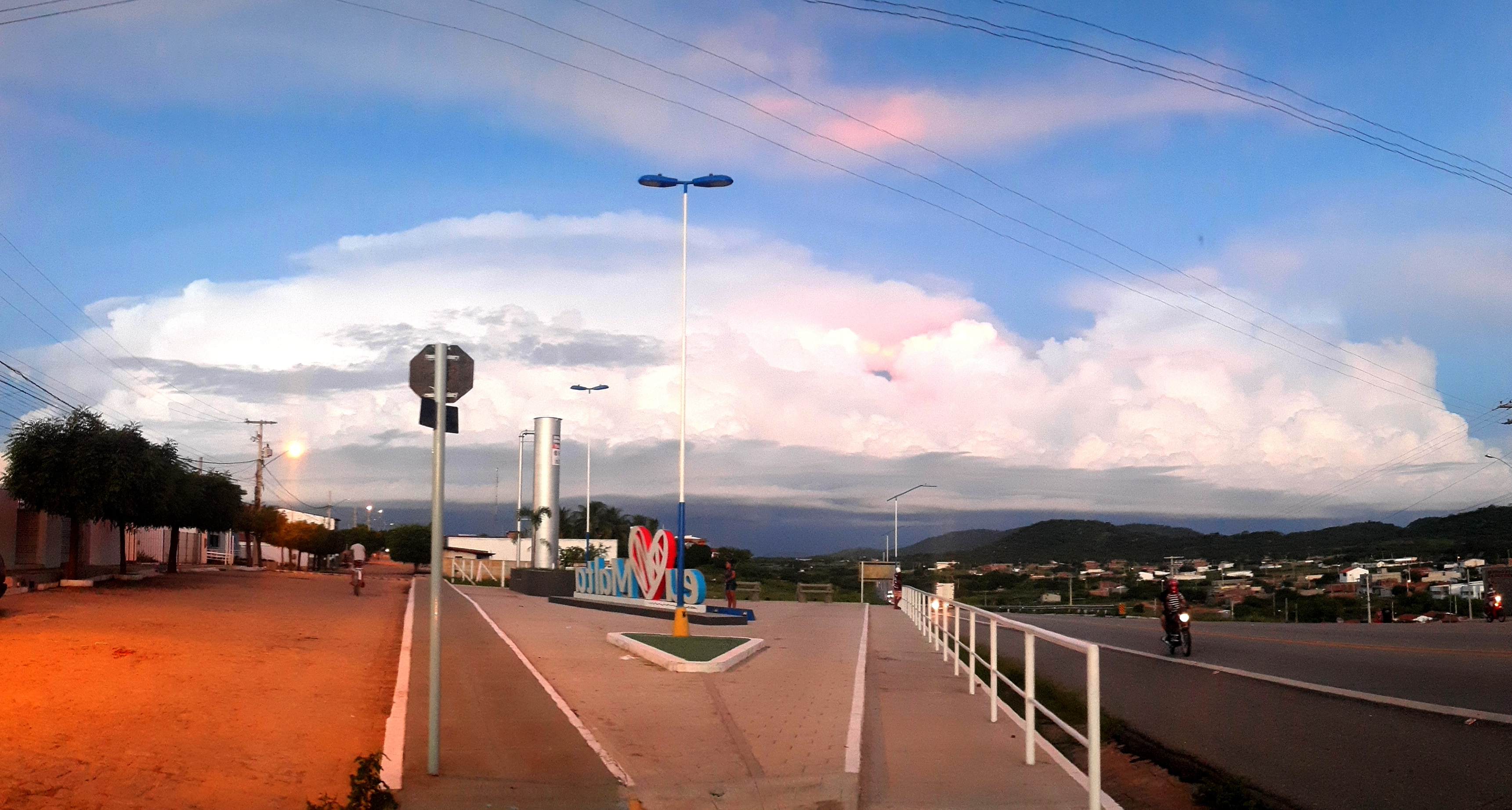
Nuvens de tempestade se aproximando da cidade

A pequena estação chuvosa que vai de janeiro a abril costuma apresentar uma quantidade razoável de tempestades, o que coloca o município como líder estadual na incidência de raios, segundo aponta estudo do Grupo de Eletricidade Atmosférica do INPE, com uma média anual de quase sete raios por quilômetro quadrado. O histórico de precipitações no município indica que o recorde de chuvas para o período de 24 horas ocorreu em 1931, quando foi registrado um total de 270 mm; outros acumulados importantes ocorreram em 1943, num total de 172,3 mm; e em 2008, com 154,2 mm.
A classificação climática de Köppen-Geiger categoriza o clima municipal como "semiárido" (Bsh); já a classificação do clima de Thornthwaite identifica o clima da cidade como sendo "subúmido seco megatérmico" (C1S2A'a'). O IBGE, por sua vez, avalia o mesmo como um "clima quente semiárido com 6 a 8 meses secos" e há ainda a divisão do Estado da Paraíba em regiões bioclimáticas, a qual coloca o município como possuindo o bioclima "Tropical quente de seca acentuada com 7 a 8 meses secos" (4aTh).
| Dados climatológicos para Malta                       | Dados climatológicos para Malta | Dados climatológicos para Malta | Dados climatológicos para Malta | Dados climatológicos para Malta | Dados climatológicos para Malta | Dados climatológicos para Malta | Dados climatológicos para Malta | Dados climatológicos para Malta | Dados climatológicos para Malta | Dados climatológicos para Malta | Dados climatológicos para Malta | Dados climatológicos para Malta | Dados climatológicos para Malta |
| Mês                                                   | Jan                             | Fev                             | Mar                             | Abr                             | Mai                             | Jun                             | Jul                             | Ago                             | Set                             | Out                             | Nov                             | Dez                             | Ano                             |
| ----------------------------------------------------- | ------------------------------- | ------------------------------- | ------------------------------- | ------------------------------- | ------------------------------- | ------------------------------- | ------------------------------- | ------------------------------- | ------------------------------- | ------------------------------- | ------------------------------- | ------------------------------- | ------------------------------- |
| Temperatura máxima média (°C)                         | 33,7                            | 32,8                            | 32,0                            | 31,5                            | 30,8                            | 30,1                            | 30,2                            | 31,7                            | 33,1                            | 34,3                            | 34,7                            | 34,5                            | 32,5                            |
| Temperatura média (°C)                                | 26,7                            | 26,1                            | 25,6                            | 25,4                            | 24,8                            | 24,0                            | 23,9                            | 24,5                            | 25,5                            | 26,4                            | 26,8                            | 27,0                            | 25,6                            |
| Temperatura mínima média (°C)                         | 21,5                            | 21,3                            | 21,1                            | 20,8                            | 20,2                            | 19,3                            | 18,6                            | 18,6                            | 19,7                            | 20,5                            | 21,1                            | 21,5                            | 20,4                            |
| Precipitação (mm)                                     | 65,3                            | 121,4                           | 215,9                           | 177,3                           | 62,7                            | 28,9                            | 15,0                            | 2,3                             | 2,9                             | 6,3                             | 10,6                            | 18,8                            | 727,5                           |
| Fonte: Departamento de Ciências Atmosféricas da UFCG. |                                 |                                 |                                 |                                 |                                 |                                 |                                 |                                 |                                 |                                 |                                 |                                 |                                 |

## Demografia
A população do município de Malta no censo demográfico de 2010 foi de 5 613 habitantes, divididos entre 4 905 (87%) moradores da cidade e 708 do campo, sendo o 141.º município mais populoso do estado, apresentando uma densidade por volta de 35,93 habitantes por km². A expectativa de vida de seus moradores evoluiu de 66,18 anos em 2000 para 73,01 em 2010, um ano a mais que a média estadual.
Da população total registrada em 2010, 51,84% eram do sexo feminino e 48,16% do sexo masculino, tendo uma razão de sexo de 93 homens para cada cem mulheres. Quanto à faixa etária, 62,53% dos habitantes tinham entre 15 e 64 anos, 26,19% eram jovens com menos de quinze anos e 11,28% da população era composta por idosos com 65 anos ou mais. Ainda segundo dados do censo de 2010, a maioria da população era formada por pardos (53,8% dos habitantes), havendo também brancos (40,00%), pretos (5,60%) e amarelos (0,60%), não sendo registrados indígenas entre os moradores. Levando-se em conta a nacionalidade da população, todos os habitantes eram brasileiros natos, entre os quais 97,55% eram naturais da própria Região Nordeste, sendo 5 299 paraibanos (94,41% do total), dos quais 3 935 declararam ter nascido no próprio município.
O Índice de Desenvolvimento Humano (IDH-M) calculado pelo Programa das Nações Unidas para o Desenvolvimento (PNUD) define um valor de 0,642 para Malta, considerado médio, encontrando-se o município com o 12 º melhor índice no estado e o 3 254 º do Brasil. Considerando-se apenas o índice de longevidade, seu valor é 0,800, o valor do índice de renda é 0,620 e o de educação 0,533. Desde 1991 o índice de Gini, com valores provenientes dos censos demográficos, indica que a desigualdade social tem aumentado constantemente em Malta, partindo de 0,47 em 1991, subindo para 0,56 em 2000 e alcançando 0,58 em 2010, contudo a porcentagem de pobres e extremamente pobres reduziu-se consideravelmente no período.

## Religião

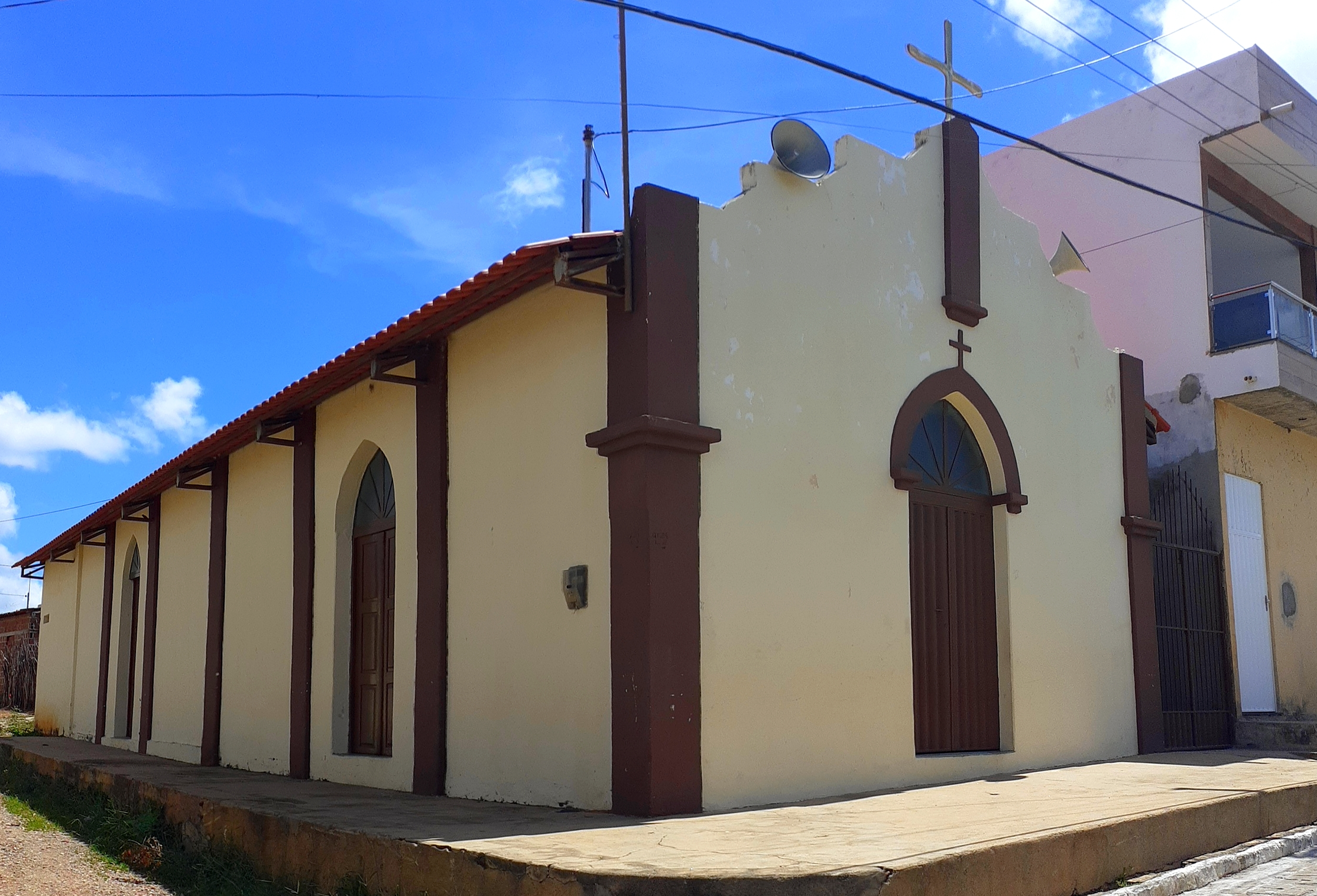
Um dos templos católicos no município

### Início da paróquia
Em 1830, uma capela dedicada a Nossa Senhora da Conceição foi construída na atual cidade de Malta, na Paraíba. A iniciativa foi atribuída a um grupo de pessoas escravizadas, sob liderança de João Fernandes de Freitas, com orientação do Frei Herculano. Este, por sua vez, atuou em diversas regiões do Nordeste brasileiro, como os estados da Paraíba, Rio Grande do Norte, Pernambuco e Ceará, sendo responsável por construções religiosas como igrejas, cemitérios e cruzeiros.
Em meados do século XX, houve um movimento de restauração da capela, e em 1950 foi iniciada uma nova etapa de revitalização do templo. Nesse contexto, o padre Vicente de Freitas, então pároco de Pombal, solicitou ao bispo diocesano Dom Luís do Amaral a criação de uma paróquia independente na cidade de Malta.
Durante reunião do clero realizada em 15 de janeiro de 1954, o bispo Dom Zacarias Rolim de Moura apresentou o pedido aos padres consultores. O pároco de Pombal manifestou-se favorável à proposta, e no dia seguinte, 16 de janeiro, foi expedido o decreto de criação da Paróquia de Nossa Senhora da Conceição, em Malta.
Antes mesmo da criação formal da paróquia, o padre Vicente de Freitas já havia concluído a torre da igreja (entre 1946 e 1950). Em 1950, a cruz da torre foi instalada por Manoel Francisco de Souza. Com a criação da paróquia, padre Vicente passou a atuar como vigário regente.

### Párocos
O primeiro pároco efetivo da nova paróquia foi o padre Levi Rodrigues de Oliveira, que tomou posse em 3 de janeiro de 1957, exercendo o ministério até dezembro de 1960. Com sua saída, o padre Francisco Paulo Licarião assumiu interinamente em janeiro de 1961, permanecendo até 30 de abril do mesmo ano.
No dia 1º de maio de 1961, o padre Acácio Cartaxo Rolim tomou posse como pároco, cargo que exerceu até 1º de fevereiro de 2005. Na mesma data, foi sucedido pelo padre Gildemar Candeia de Souza, que permaneceu até 24 de julho de 2005. Na mesma data, assumiu o padre Maurício Sandro de Lima Mota, terceiro pároco e sexto sacerdote a exercer o ministério na paróquia.
Posteriormente, a paróquia teve como pároco o padre Evandro Romero Diniz Correia, que esteve à frente da comunidade entre 2014 e 2020. Foi sucedido por Albany de Sousa Barreiro (2020–2022), sendo o atual responsável (desde 2022) o padre Alixandre Soares de Carvalho.

#### Lista de párocos:
1. Levi Rodrigues de Oliveira[6] (1957-1960);
2. Francisco Paulo Licarião[6] (Interino) - (Janeiro a 30 de abril de 1961);
3. Acácio Cartaxo Rolim[6] (1961-2005);
4. Gildemar Candeia de Souza[6] (2005-2005);
5. Maurício Sandro de Lima Mota[6] (2005-2014);
6. Evandro Romero Diniz Correia[51] (2014-2020);
7. Albany de Sousa Barreiro (2020-2022);
8. Alixandre Soares de Carvalho (2022- atualidade).

Dados do censo de 2010 revelaram que 5 020 dos residentes no município, ou 89,44% da população, declararam-se católicos apostólicos romanos, sendo essa a maior filiação religiosa do local. Os católicos da cidade possuem como padroeira Nossa Senhora da Conceição, cuja paróquia local remonta aos primórdios da cidade e pertence à Forania de Malta, parte integrante da Diocese de Patos, tendo sido oficialmente criada em 14 de janeiro de 1954.
A segunda crença religiosa com mais adeptos no município está com os evangélicos, que perfazem um total de 398 moradores (7,09% da população total), sendo o ramo Pentecostal o que possui mais adeptos, seguido pela Igreja Assembleia de Deus. O número de pessoas que declararam não possuir religião foi de 164, o que correspondeu a 2,92% dos maltenses, perfazendo o terceiro maior grupo do quesito "religião" no censo de 2010. Entre os moradores, foram verificadas também filiações minoritárias representativas às Testemunhas de Jeová e ao espiritismo.

## Política
A administração municipal se dá pelos poderes executivo, representado pelo prefeito e seu gabinete de secretários, e legislativo, representado pela câmara municipal, composta por nove vereadores. Cabe à casa elaborar e votar leis fundamentais à administração e ao executivo, especialmente o orçamento municipal, conhecido como Lei de Diretrizes Orçamentárias (LDO).
Após a emancipação política do município de Malta, anteriormente distrito de Pombal, em 1953, o primeiro administrador municipal nomeado foi Sebastião Rodrigues dos Santos. Sua nomeação foi realizada pelo então governador da Paraíba, João Fernandes de Lima, para exercer provisoriamente o cargo de prefeito até a realização das primeiras eleições municipais. Sebastião ocupou o cargo de 23 de dezembro de 1953 até 30 de novembro de 1955, sendo sucedido por Francisco Marques de Souza, o primeiro prefeito eleito pelo voto popular.
Nas eleições realizadas em 2 de agosto de 1959, foi eleito Desmoulins Wanderley de Farias. Posteriormente, em 11 de agosto de 1963, Redy Wanderley da Nóbrega, primo de Desmoulins, foi eleito prefeito. Redy havia ingressado na política local a convite de seu primo. Durante sua gestão, promoveu a ampliação da minicentral telefônica de Malta e sua interligação com a cidade de Patos, integrando o sistema à telefonia e ao serviço de código Morse. Também articulou, junto ao governo estadual, a instalação dos serviços de energia elétrica e abastecimento de água no município, além de contribuir para o calçamento de parte da Rua Coronel José Fernandes Vieira.
Um episódio registrado em relatos orais descreve uma crítica feita pelo pároco local, padre Acácio, durante uma homilia dominical, sobre as condições urbanas da cidade. Segundo o relato, o prefeito teria respondido à crítica prometendo o calçamento da rua de acesso à igreja, o que teria sido iniciado poucos dias depois.
Nas eleições de 15 de novembro de 1968, Desmoulins Wanderley de Farias foi novamente eleito. Em 15 de novembro de 1972, assumiu a prefeitura Antônio Fernandes Filho. Em 1976, Desmoulins voltou ao cargo. Em 1982, Antônio Fernandes Filho foi novamente eleito, tendo sua gestão caracterizada pela execução de diversas obras públicas, incluindo a construção de uma galeria ligando a Lagoa às margens da BR-230, o calçamento de 35 ruas, a construção do Conjunto Residencial Narciso Marques, 19 escolas municipais, instalação de repetidoras de televisão, expansão da rede elétrica na zona urbana e rural, e desassoreamento do campo de futebol. Durante esse período, também houve diversas denúncias relacionadas à má gestão de recursos públicos.
Em 15 de novembro de 1988, Desmoulins foi novamente eleito. Nas eleições de 3 de outubro de 1992, foi eleito o médico José Maurício de Lima Cajuaz, que anteriormente havia sido o primeiro prefeito constitucional do município de Condado, eleito em 1962. José Maurício também havia concorrido às eleições municipais em Malta em 1959 e 1968, mas só alcançou a vitória em 1992. Durante sua administração, foram construídos o ginásio de esportes Deputado Edivaldo Mota, dois grupos escolares e diversas casas populares, além da implantação de galerias e iniciativas de medicina preventiva. Também iniciou os trabalhos de planejamento para a construção de um terminal rodoviário, não concluído por se tratar de terreno pertencente à União.
Um episódio relatado descreve o atendimento, por parte do então médico José Maurício, a uma parturiente na comunidade de Várzea do Feijão, em 1967. De acordo com a narrativa, o parto teria sido realizado à luz do farol de um jipe, em razão da ausência de iluminação adequada na residência.
Nas eleições de 3 de outubro de 1996, Desmoulins Wanderley foi novamente eleito. Em sua gestão, foram realizadas obras como calçamento de ruas, construção do mercado público, oito grupos escolares, instalação de telefonia na zona rural, construção da Praça Frei Damião, do Centro de Convivência Adonias Fernandes, da Creche Salvelina Cavalcante e início da construção do estádio municipal. Também foi instalada uma subestação de energia elétrica para atender as cidades de Condado e Vista Serrana. Durante esse período, houve o protocolo de denúncias envolvendo suposta má gestão de recursos públicos, embora não tenham tido continuidade formal.
O vice-prefeito João Marques assumiu a prefeitura em 15 de março de 1998, permanecendo no cargo até o ano 2000. Durante sua gestão, foram realizadas obras como a construção de casas na Rua Monsenhor Valeriano Pereira, um conjunto habitacional com 30 residências populares, a Unidade Educacional Oscarlina Marques de Araújo, um matadouro público, aquisição de uma ambulância e dois veículos para transporte escolar, além da ampliação da Unidade de Saúde Jonas Marques.
Nas eleições de 1 de outubro de 2000, foi eleito prefeito Antônio Fernandes Neto, conhecido como Toinzinho. Sua gestão foi marcada por ações como a construção de moradias populares, pavimentação de ruas, despoluição do açude municipal, perfuração de poços na zona urbana e rural, e restauração da Banda Filarmônica Francisco Marques.
Em 3 de outubro de 2004, Maurício Gomes Wanderley (conhecido como Maurissim) foi eleito prefeito. Contudo, seu mandato foi posteriormente cassado, e a chefia do Poder Executivo foi assumida pelo presidente da Câmara Municipal, Joselito Bandeira de Lucena.
Em 5 de outubro de 2008, o irmão de Maurício, Ajácio Gomes Wanderley, foi eleito. Em 7 de outubro de 2012, o prefeito eleito foi Manoel Benedito de Lucena Filho, reeleito em 2 de outubro de 2016. O município de Malta é regido por sua Lei Orgânica, promulgada em 3 de abril de 1990. Até o ano de 2019, o município sediava uma comarca de primeira entrância do Poder Judiciário do Estado da Paraíba, instituída pela mesma legislação que estabeleceu a emancipação político-administrativa do município em 1953. Essa comarca abrangia também os municípios de Condado e Vista Serrana. Em 2019, a unidade judiciária foi extinta, passando a ser incorporada à Comarca de Patos. Desde então, Malta conta com um posto avançado do Tribunal de Justiça da Paraíba, destinado à realização de atos processuais por meio de videoconferência, com o objetivo de manter o acesso local à Justiça.
Em 15 de novembro de 2020, foi eleito Igor Xavier de Lucena, sobrinho de Manoel Benedito. Em 6 de outubro de 2024, foi eleita a primeira mulher para ocupar a chefia do poder executivo municipal em Malta: Ana Maria Peixoto de Araújo, que exerce o cargo atualmente.

#### Lista de prefeitos:
1. Sebastião Rodrigues dos Santos (23 de dezembro de 1953 - 30 de novembro de 1955 )
2. Francisco Marques de Souza (1955-1959)
3. Desmoulins Wanderley de Farias (1959-1963)
4. Redy Wanderley da Nóbrega (1963-1968)
5. Desmoulins Wanderley de Farias (1968-1972)
6. Antônio Fernandes Flho (1972-1976)
7. Desmoulins Wanderley de Farias (1976-1982)
8. Antônio Fernandes Flho PDS1 (1982-1988)
9. Desmoulins Wanderley de Farias (1988-1992)
10. José Maurício de Lima Cajuaz (1992-1996)
11. Desmoulins Wanderley de Farias (1996-2000)
12. Antônio Fernandes Neto (Toinzinho) (2000-2004)
13. Mauricio Gomes Wanderley (Maurissim) (2004-2008)
14. Ajácio Gomes Wanderley (2008-2012)
15. Manoel Benedito de Lucena Filho (Nael Rosa) (2012-2016)
16. Manoel Benedito de Lucena Filho (Nael Rosa) (2016-2020)
17. Igor Xavier de Lucena (Igor Rosa) (2020-2024)
18. Ana Maria Peixoto de Araújo (2024-atualidade)

## Câmara Municipal de Malta
| COMPOSIÇÃO DA CÂMARA MUNICIPAL DE MALTA (1955-2024) | COMPOSIÇÃO DA CÂMARA MUNICIPAL DE MALTA (1955-2024) |
| 1ª Legislatura (1955-1959)                          | Manuel Mendes Leite, Artéfio Fernandes de Medeiros, José Lói de Souza, Amadeu Queiroga de Assis, Adelgício Fernandes de Medeiros, Francisco Felino de Lacerda, Domingos Marques de Souza, Luís Gomes de Araújo e João Macário de Araújo.                                                                             |
| 2ª Legislatura (1960-1963)                          | Maria José Marques, Luís Leite Fontes, Manuel Mendes Leite, João Macário de Araújo, José Soares Ramalho, Eloy Queiroga de Assis e José Cazuzinha de Souza. |
| 3ª Legislatura (1964–1968)                          | Antônio Marques Neto, Sebastião Gomes de Farias, Átila Araújo Monteiro, Francisco da Chagas Monteiro, João Macário de Araújo, Divaldo Alves da Silva, José Domingos da Silva, Artéfio Fernandes de Medeiros e Francisco Nascimento de Oliveira.                                                                      |
| 4ª Legislatura (1969–1972)                          | Manoel Farias Diniz, João Alves da Nóbrega, Antônio da Silva Souto, Rafael Rodrigues de Souza, José Marques Sobrinho, Francisco Clemente de Souza, Leopoldino de Medeiros e José Trindade de Souza. |
| 5ª Legislatura (1973–1976)                          | João Marques de Souza, Leomar Wanderley de Medeiros, João Alves da Nóbrega, Juvenilo Tomé de Souza, Miguel Alves da Nóbrega, Luzia Alves de Souza e José Trindade de Souza. |
| 6ª Legislatura (1977–1982)                          | José Trindade de Souza, Maria Pereira da Nóbrega, Maria do Socorro Leite Freitas, Cícero Marques de Souza, Manoel Leandro dos Santos, Anderson Batista de Assis e Leomar Wanderley de Medeiros. |
| 7ª Legislatura (1983–1988)                          | Átila Araújo Monteiro, Tobias Marques Neto, Cícero Marques de Souza, Evilázio Marques Sales, Leila Suene da Nóbrega Nascimento, Miguel Luís Fernandes da Silva, Maria do Socorro Leite Sátiro e Nivaldo Alves da Costa.                                                                                              |
| 8ª Legislatura (1989–1992)                          | Avandira Marques de Sousa, Átila Araújo Monteiro, Tobias Marques Neto, Maria do Socorro Leite Sátiro, José Belarmino de Sousa, Maria de Lourdes Leite Torres, Raimundo Alves de Sousa, Adimilson Dutra dos Santos e Pedro Gomes de Oliveira.                                                                         |
| 9ª Legislatura (1993–1996)                          | Avandira Marques de Sousa, Jurandi Nunes, Maria do Socorro Leite Sátiro, Clenaldo Rodrigues de Medeiros, Maurício Gomes Wanderley, Raimundo Dantas de Almeida, Ledijânia Alves Dantas, Maria de Lourdes Leite Torres, Adimilson Dutra dos Santos, Messias Marques de Sousa e José Gomes Neto.                        |
| 10ª Legislatura (1997–2000)                         | Avandira Marques de Sousa, Adimilson Dutra dos Santos, Joselito Bandeira de Lucena, Ledijânia Alves Dantas, Maurício Gomes Wanderley, Carlos de Lima Fernandes, Rosa Jamylle Marques Wanderley de Medeiros, Maria das Graças Araújo Santos, José Gomes Neto, Paulo Sérgio Alves Gomes e Pedro Miguel Ferreira Filho. |
| 11ª Legislatura (2001–2004)                         | Maria do Socorro Leite Sátiro, Carlos de Lima Fernandes, Joselito Bandeira de Lucena, Lucivaldo Carneiro da Rocha, Francisco de Assis Gomes de Felice, Rosa Jamylle Marques Wanderley de Medeiros, Irene Amaro Marques, Maurício Gomes Wanderley, Hugo Evangelista Amaro e Ozenildo Marques de Almeida.              |
| 12ª Legislatura (2005–2008)                         | Naedy Bastos de Lucena, Joselito Bandeira de Lucena, José de Assis Marques, Rosa Jamylle Marques Wanderley de Medeiros, Lucivaldo Carneiro da Rocha, Francisco de Assis Gomes de Felice, Sebastião Leandro dos Santos, Antônio Ferreira de Almeida Neto e Ozenildo Marques de Almeida.                               |
| 13ª Legislatura (2009–2012)                         | Gutemberg Sátiro Dantas Leite, Rosa Jamylle Marques Wanderley de Medeiros, Nivailda de Carvalho Medeiros, Irene Amaro Marques, Adimilson Dutra dos Santos, Lucivaldo Carneiro da Rocha, Antônio Ferreira de Almeida Neto e Francisco de Assis Gomes de Felice.                                                       |
| 14ª Legislatura (2013–2016)                         | José da Silva Rodrigues, Nivailda de Carvalho Medeiros, Irene Amaro Marques, Rosa Jamylle Marques Wanderley de Medeiros, Gutemberg Sátiro Dantas Leite, Heron Martins Fernandes, Maria das Graças Alves Salviano, José Leite Filho e Luiz Almeida Elias.                                                             |
| 15ª Legislatura (2017–2020)                         | Maria Lidiana Gomes Rodrigues Dantas Marques, Maria Eliene de Almeida Pereira, Maurício Gomes Wanderley, Nivailda de Carvalho Medeiros, José Alves Salviano, Maria das Graças Salviano Leandro, Luiz Almeida Elias, Gutemberg Sátiro Dantas Leite e José Leite Filho.                                                |
| 16ª Legislatura (2021–2024)                         | Lúcio Rodrigues Ferreira, Maria Eliene de Almeida Pereira, Luiz Almeida Elias, José Martins de Brito Filho, Maurício Gomes Wanderley, Milena Rodrigues Fontes, Nivailda de Carvalho Medeiros, Luiz Salviano de Almeida Neto e Raquel Araújo de Sousa Medeiros.                                                       |
| 17ª Legislatura (2025–atualidade)                   | Shilielson Salviano Medeiros, Fábio Batista Ferreira, Luiz Salviano de Almeida Neto, Luiz Almeida Elias, Maria Eliene Pereira de Sousa, Vital da Silva Morais, Lúcio Rodrigues Ferreira, Milena Rodrigues Fontes e Maurício Gomes Wanderley.                                                                         |
| --------------------------------------------------- | --- |

A Câmara Municipal de Malta iniciou suas atividades legislativas em 1955, ano em que também foi eleito o primeiro prefeito do município. 

### Participação feminina
Em 1959 foi registrada a primeira participação feminina no Legislativo municipal, com a eleição da vereadora Maria José Marques. Além de vereadora, também tomou posse na presidência da Câmara Municipal do município, tendo permanecido no cargo até 1963. Desde as as eleições de 2008 a participação feminina na Câmara Municipal chega a 44,4% dos cargos, portanto superior à media estadual e nacional, de 14,7% e 12,32%, respectivamente.

## Subdivisões
Com uma área total de 172 km² e um perímetro que soma 86,3 quilômetros, desde 1963 o município constitui-se apenas do distrito-sede, estando a sua zona urbana de 1,232 km² subdividida em quatro partes, seguindo-se a aprovação de uma lei pela Câmara Municipal e sancionada pelo prefeito em 2018, que instituiu a divisão da zona urbana municipal em bairros e centro.

Subdivisões da zona urbana de Malta:
1. Centro
2. Jardim Estação
3. Jardim Nazareth Martins
4. Jardim Tobias Marques

O centro da cidade corresponde ao núcleo mais antigo de povoamento e onde até hoje situam-se os principais equipamentos urbanos, comércio e também onde ocorrem as principais manifestações socioculturais. As demais subdivisões são oficialmente denominadas de Jardim Estação, localizado ao norte da sede municipal; Jardim Nazareth Martins, a oeste da sede; e Jardim Tobias Marques, localizada a leste do centro, sendo essa a área de mais recente ocupação residencial urbana. Quatro conjuntos habitacionais encontram-se espalhados por todos os bairros da cidade, sendo inexistentes os aglomerados subnormais, loteamentos irregulares ou mesmo processos de regularização fundiária.
O município é o sétimo mais urbanizado do estado, residindo apenas 708 pessoas na zona rural da cidade, contados em 2010, aparecendo como principais localidades rurais do município (de norte a sul): Castelo, São Francisco, Trapiá, Riacho do Feijão, Saco do Feijão, Rachada, Barro Branco, Tapuio, Riacho do Negro, Peambuco, Santo André, Angicos, Furnas, Pau de Leite, Poço de Malta, Saco, Pitombeira, Lagamar, Aurora, Macapá, Areias, Riacho Preto, Fazenda Nova, Salobro e Monte Fernandes.

## Economia
O Produto Interno Bruto (PIB) do município de Malta em 2018 era de 54 625,02 mil reais, o 134.º maior da Paraíba e o 4 811.º do Brasil, dos quais 29 453,46 mil dos setores de administração, saúde e educação e seguridade social; 14 576,97 mil do setor terciário; 3 883,82 mil de impostos; 3 407,55 mil da indústria e 3 303,22 mil do setor primário. A soma desses setores resultou em um PIB per capita para o município no valor de 9 473,64 reais.
A última publicação do Atlas do Desenvolvimento Humano no Brasil, sobre dados de 2010, considera que da população municipal com idade igual ou superior a dezoito anos, 49,51% eram economicamente ativas ocupadas, 40,96% inativas e 9,53% ativas desocupadas. Ainda no mesmo ano, levando-se em conta a população ativa ocupada na mesma faixa etária, 35,64% trabalhavam no setor de serviços, 26,24% na agropecuária, 18,11% no comércio, 11,17% na construção civil, 5,96% em indústrias de transformação e 1,76% na utilidade pública.

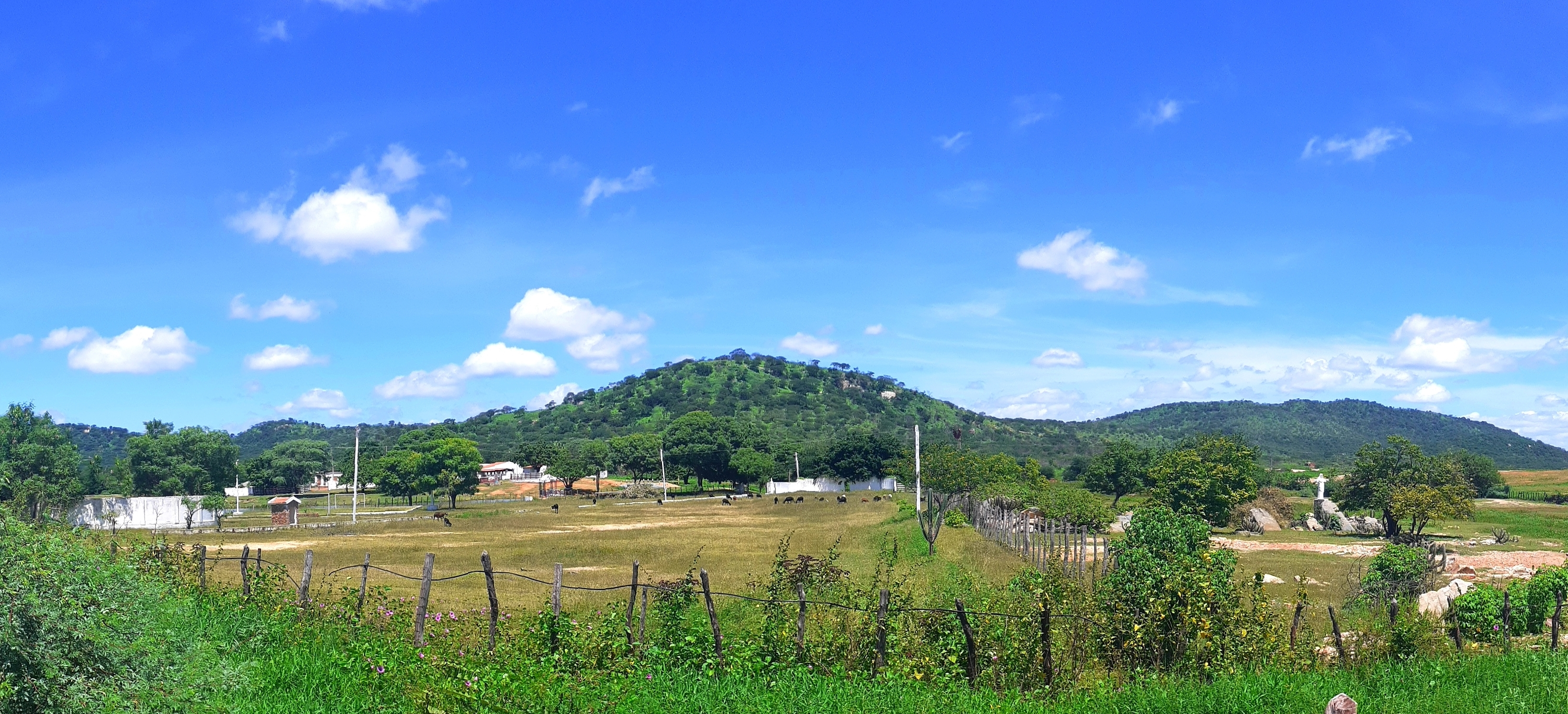
Criação de ovelhas no município

Segundo o IBGE, em 2019 o município possuía um rebanho de 4 476 bovinos, dos quais 1 342 vacas ordenhadas, que produziram 966 mil litros de leite, pouco mais de três mil galináceos (frangos, galinhas, galos e pintinhos), 1 003 ovinos, 712 caprinos, 141 suínos e 138 equinos. Na lavoura temporária do mesmo ano foram produzidos milho (120 t), batata-doce (80 t) e feijão (43 t), e na lavoura permanente o coco-da-baía teve uma produção de sete mil frutos no ano de 2012.

## Infraestrutura e transporte
Informações do Censo de 2010 apontam que o município tinha naquele ano 88,27% dos domicílios com água encanada, com o esgotamento sanitário adequado chegando a 75,1% dos domicílios e a coleta de lixo alcançando 85,49% das residências do município. O abastecimento na zona urbana é realizado com a água proveniente do açude Engenheiro Arcoverde, localizado no vizinho município de Condado, e do Açude Coremas, em Coremas, sendo o transporte de água para o município feito por meio de duas adutoras, a adutora Condado-Malta e adutora Coremas-Patos-Sabugi, com fornecimento em ambos assegurado pela Companhia de Água e Esgotos da Paraíba (CAGEPA). Já a zona rural utiliza, em sua maioria, a água coletada diretamente nos açudes do município, em poços (um total de quarenta e cinco) ou guardada em cisternas de placa, tendo um estudo da Universidade Federal da Paraíba (UFPB), identificado um total de quarenta e uma cisternas.
A Energisa Paraíba, subsidiária do Grupo Energisa, é a fornecedora de energia elétrica para todo o município, com voltagem de rede de 220 volts, alcançando 98,05% de domicílios com eletricidade. A energia que chega até o município utiliza duas linhas de transmissão paralelas de 69 kV, que ligam a Subestação Malta à Subestação Patos, e à Subestação Coremas. Já a energia produzida no município é enviada através de uma linha de transmissão de 69 kV da Subestação Elevatória Angicos I, localizada nas proximidades do parque solar até a Subestação Malta, a partir de então inserida no Sistema Interligado Nacional e transmitida pelas mesmas linhas que trazem energia para a cidade.

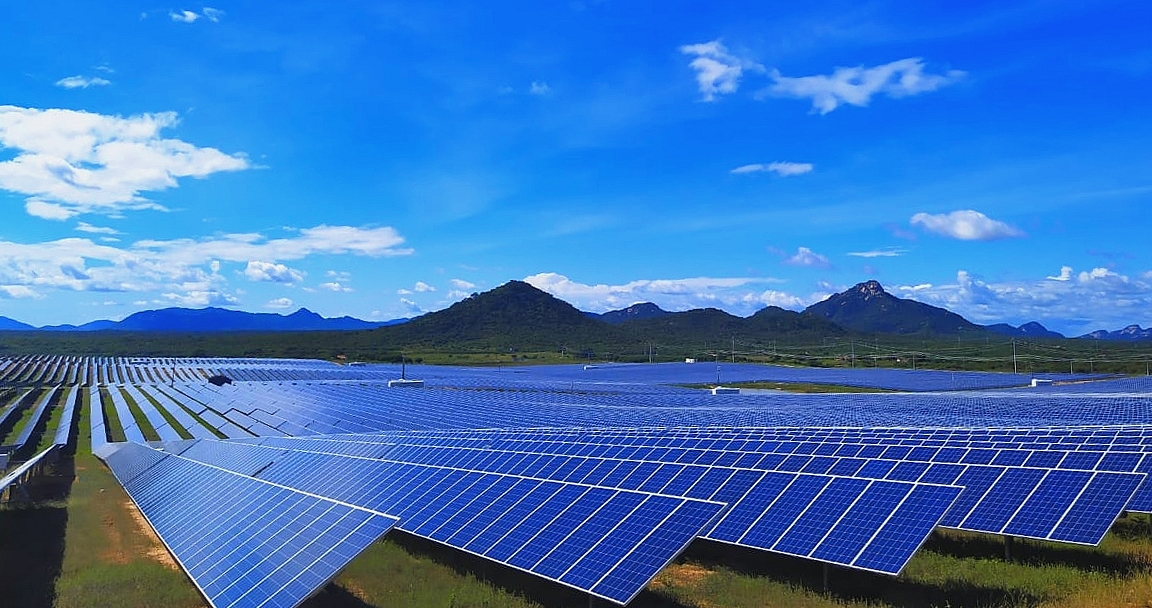
Módulos solares da Usina Fotovoltaica Malta

O código de área (DDD) de Malta é 083 e o Código de Endereçamento Postal (CEP) é 58713-000. Em 2010, 61,95% das residências eram equipadas somente com telefone celular, 10,37% tinham celular e fixo, 4,8% apenas telefone fixo e 22,88% não possuíam nenhum. Dados da Agência Nacional de Telecomunicações (ANATEL), apontam que Malta possui três Estações Rádio Base (ERB), sendo duas da operadora Vivo, as quais oferecem sinal 2G e 3G, e uma da TIM, com sinal 2G, 3G e 4G.
As atividades físicas e esportivas no município têm como principal local de realização o Estádio Municipal Desmoulins Wanderley de Farias, campo com relva natural, vestiário, refletores e arquibancada coberta. Os esportes de quadra geralmente são praticados no Ginásio de Esportes Deputado Edivaldo Motta ou nas quadras poliesportivas existentes nas escolas do município. Há ainda uma quadra para esportes de areia, localizada na Praça da Saúde, e um parque de vaquejada, denominado Parque Pedro Miguel, localizado no Jardim Estação.
Na área da segurança pública, a cidade possui um destacamento do 3.º batalhão de Polícia Militar, bem como uma delegacia da Polícia Civil e uma cadeia pública, que recebe detentos oriundos do próprio município e de Condado e Vista Serrana, com capacidade para 36 pessoas. Desde 2018 a cidade também passou a contar com uma Guarda Municipal, criada para realizar ações de auxílio à segurança pública.

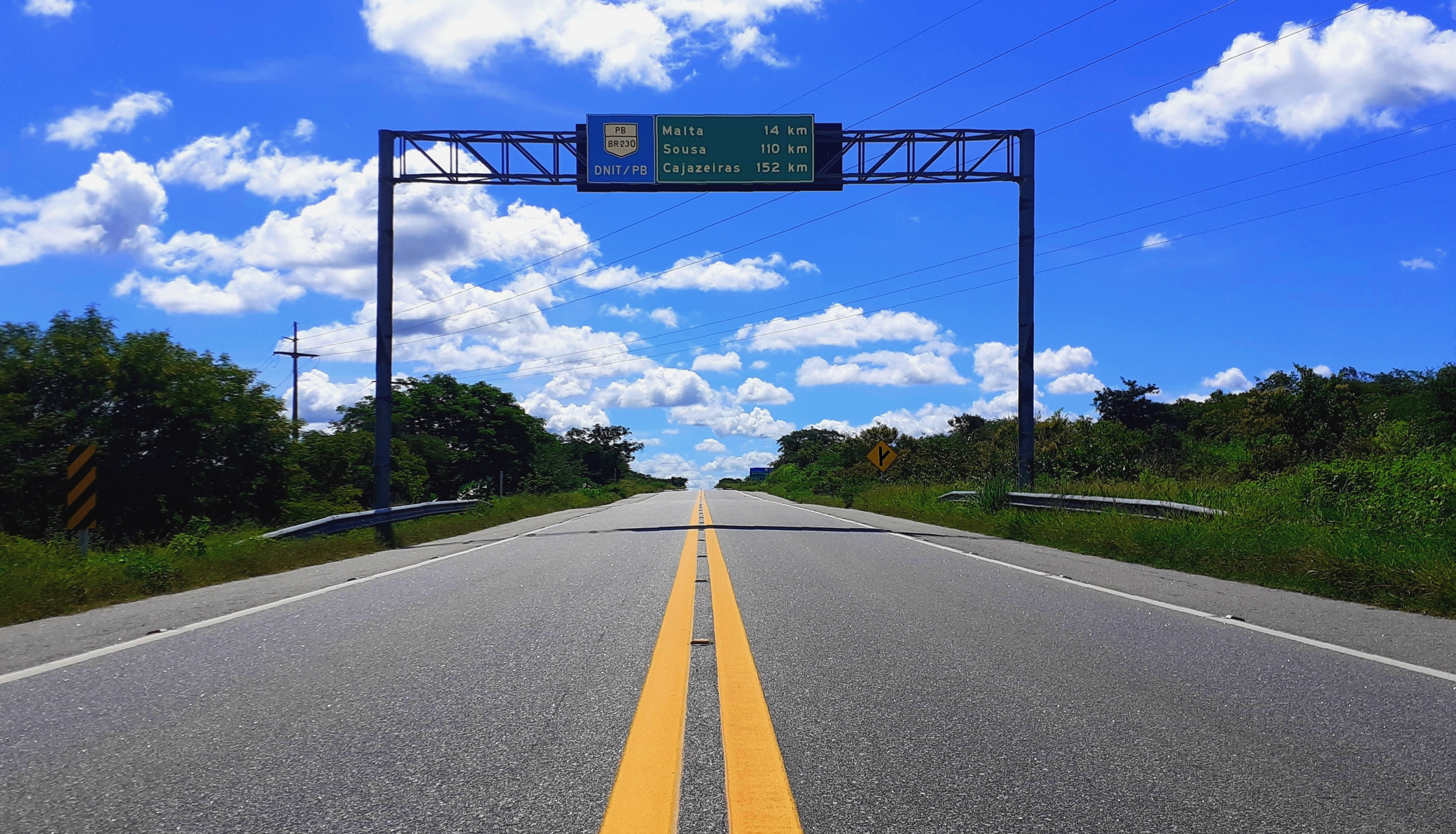
BR-230 próximo à entrada da cidade

A frota municipal em 2018 era de 724 motocicletas, 273 automóveis, 172 motonetas, 72 caminhonetes, 13 camionetas, 12 caminhões, nove reboques, 8 micro-ônibus, três ônibus, dois ciclomotores e um utilitário, totalizando 1 289 veículos. No transporte rodoviário, Malta é cortada por duas rodovias asfaltadas, a principal delas a BR-230, que cruza todo o estado de leste a oeste; a outra rodovia é a PB-293, denominada de Prefeito Saturnino Gil de Medeiros, que tem o seu início na cidade e trata-se da principal ligação com Vista Serrana, tendo sido asfaltada em 2015. Além das rodovias, as principais vias internas do município também são asfaltadas e sinalizadas. No transporte ferroviário, possui uma estação ferroviária do antigo Ramal de Campina Grande (desativado nos anos 2000), inaugurada em 1944 e parcialmente preservada.

### Saúde
O município pertence à 6.ª região de saúde do estado da Paraíba. Dados do Cadastro Nacional de Estabelecimentos de Saúde (CNES), disponíveis para consulta por meio do endereço eletrônico do DATASUS, indicam que a rede de saúde pública está formada por oito estabelecimentos que prestam serviços ao Sistema Único de Saúde (SUS), encontrando-se divididos entre três unidades básicas de saúde (UBS), dois laboratórios, sendo um para a realização de exames e outro para próteses dentárias, uma unidade de vigilância em saúde, uma academia da saúde e a Secretaria Municipal de Saúde. Na parte privada, um laboratório de análises clínicas oferece serviços aos moradores do município. Casos de saúde mais graves ou complexos geralmente são encaminhados para hospitais em Patos.

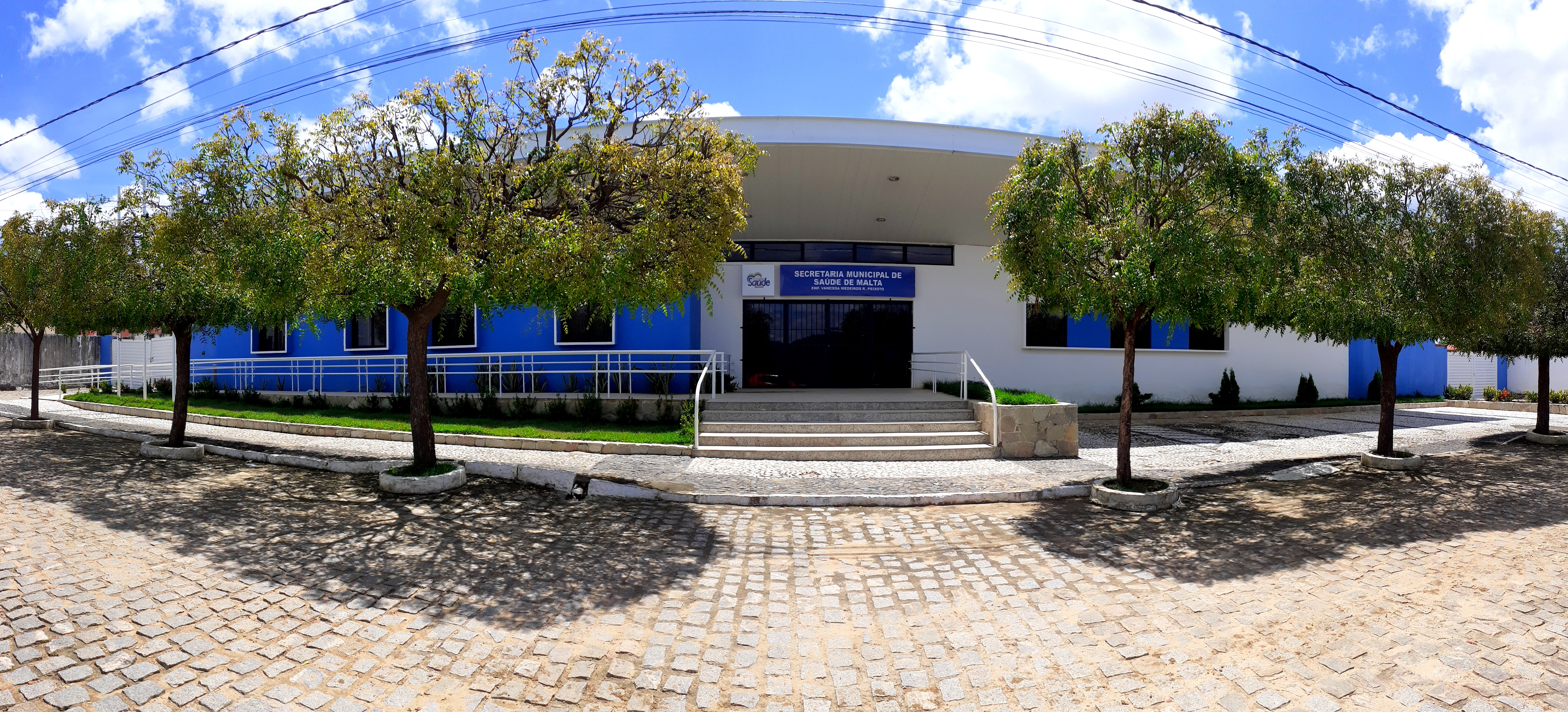
Sede da Secretaria Municipal de Saúde

Entre 1998 e 2017 nenhuma morte materna (de grávidas ou puérperas) foi registrada entre as residentes do município, o acompanhamento pré-natal alcançou quase 99% em 2017 e o número de nascimentos cesáreos, em taxa média ascendente, atingiu 53,62% no mesmo ano. A taxa de mortalidade infantil entre 2012 e 2017 foi zero, contudo entre 1998 e 2011 morreram 28 crianças menores de cinco anos, das quais 25 eram menores de um ano. A taxa de fecundidade no município foi de 2,2 filhos por mulher em 2010. Segundo dados do Ministério da Saúde, 12 casos de Síndrome da imunodeficiência adquirida (SIDA) foram registrados em Malta entre 1990 e 2018, sendo seis em homens e seis em mulheres, e de 2001 a 2016 foram notificados 505 casos de dengue, um de leishmaniose e um de tuberculose. Em 2015, a morte de pessoas jovens do município (entre 30 e 69 anos) ocorreu principalmente por fatores ligados a doenças cardiovasculares e neoplasias.

### Educação
| 2005 | 3,1 | 2,5 | -   |
| 2007 | 3,4 | 3,5 | -   |
| 2009 | 3,5 | 3,4 | -   |
| 2011 | 4,2 | 3,2 | -   |
| 2013 | 4,7 | 3,5 | -   |
| 2015 | 4,6 | 3,7 | -   |
| 2017 | 5,1 | 3,9 | -   |
| 2019 | 5,6 | 4,0 | 3,5 |

O "fator educação" do IDH-M no município foi de 0,150 em 1991, tendo dobrado de valor no ano 2000 e alcançado em 2010 a marca de 0,533, sendo que, apesar da significativa melhora, ainda é o pior fator entre os três analisados, ao passo que a taxa de alfabetização da população acima dos dez anos indicada pelo último censo demográfico do mesmo ano foi de 74,3% (70,1% para os homens e 78,2% para as mulheres). As taxas de conclusão dos ensinos fundamental (15 a 17 anos) e médio (18 a 24 anos) eram de 51,78% e 36,32%, respectivamente, e apresentava uma expectativa de 9,66 anos de estudo, valor superior à média estadual (9,24 anos).

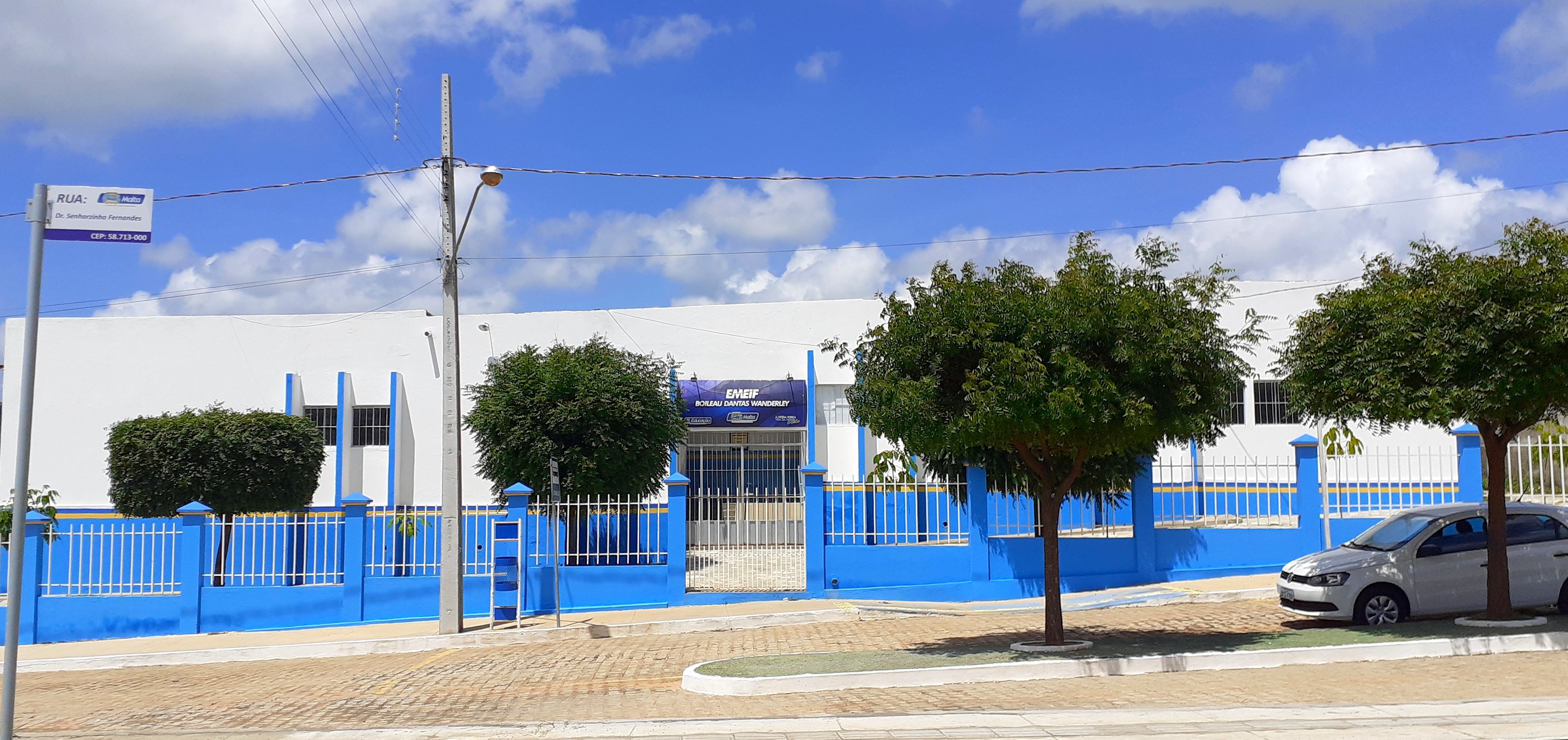
Uma das escolas da comunidade

Ainda em 2010, o percentual de crianças de cinco a seis anos na escola era de 98,46% e de onze a treze anos cursando o fundamental de 85,39%. Entre os jovens, a proporção na faixa de quinze a dezessete anos com fundamental completo era de 51,78% e de 18 a 20 anos com ensino médio completo de 36,32%. Considerando-se apenas a população com idade maior ou igual a 25 anos, 34,8% eram analfabetos, 36,5% possuíam o ensino fundamental incompleto, 10,2% tinham ensino fundamental completo, 15,2% o médio completo e 3,3% possuíam superior completo.
Assim como ocorre na área da saúde, o município de Malta está vinculado à 6.ª região de ensino do estado, com sede em Patos. No ano de 2018, o município possuía uma rede de cinco escolas de ensino fundamental (com 44 docentes) mantidas pelo município e uma de ensino médio (15 docentes), mantida pelo estado. Em 2019, a distorção idade-série entre alunos do ensino fundamental, ou seja, com idade superior à recomendada, era de 9,1% para os anos iniciais e 31,4% nos anos finais, sendo essa defasagem no ensino médio de 32,3%.

## Cultura
A Secretaria Municipal de Cultura, Esportes e Turismo é o órgão da prefeitura responsável pela área cultural e turística do município de Malta, sendo ela um dos órgãos da administração específica, cabendo a organização de atividades e projetos culturais. Entre os principais pontos de interesse no município estão a Igreja Matriz de Nossa Senhora da Conceição, as diversas praças do município, sendo as principais: a Praça Francisco Marques de Souza, Praça Frei Damião e a Praça do Portal, além da própria natureza do município, que assim como o restante do sertão, é possuidora de grande potencial ecoturístico, ainda pouco explorado. De acordo com a lista do Sistema Nacional de Bibliotecas Públicas, o município possui uma biblioteca pública, localizada no centro da cidade.

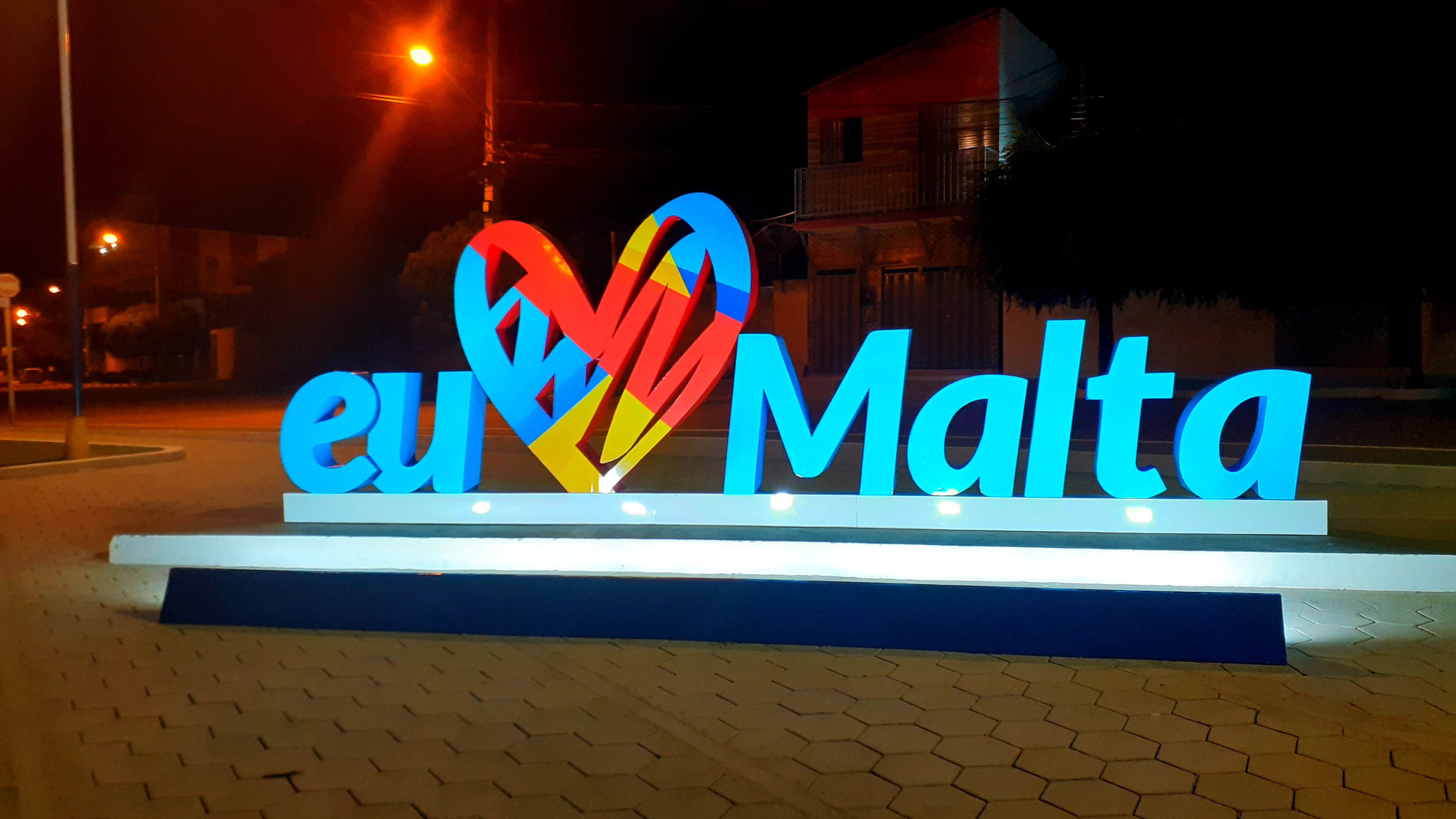
Letreiro na entrada da cidade

Os principais eventos do município são os festejos juninos da cidade, caracterizados pelas apresentações de quadrilhas estilizadas e tradicionais, comidas típicas e bandas de forró; a festa da padroeira da cidade, principal evento religioso do município, que se inicia em 28 de novembro e se encerra no dia 8 de dezembro; e ainda o Malta Brega Fest, realizado no penúltimo ou último final de semana de dezembro, em comemoração ao aniversário da cidade.
Na área esportiva, destaca-se a prática de esportes coletivos amadores, como o futebol. A cidade não possui clubes profissionais, sendo suas principais equipes amadoras o Centro Sportivo Maltense (CSM) e a Cruz de Malta, que participam de torneios no município, tal como o campeonato municipal de futebol, e em cidades do sertão. A Cruz de Malta, é reconhecida pelo estado da Paraíba como uma entidade de utilidade pública, por meio da Lei n.º 4.610 de 1984.

### Feriados
São feriados municipais, definidos por meio da Lei municipal n.º 4 de 1996:
| Data           | Nome                              | Descrição                                                             |
| -------------- | --------------------------------- | --------------------------------------------------------------------- |
| 19 de março    | Dia de São José                   | Dia de procissão ao Cruzeiro de São José, na zona rural do município. |
| 24 de junho    | Dia de São João                   | Em comemoração ao nascimento de São João Batista e às festas juninas. |
| 8 de dezembro  | Dia de Nossa Senhora da Conceição | Encerramento da Festa da Padroeira.                                   |
| 26 de dezembro | Aniversário da cidade             | Data magna do município.                                              |